# Neder-Silezisch voetbalkampioenschap 1924/25
In 1924/25 werd het veertiende Neder-Silezisch voetbalkampioenschap gespeeld, dat georganiseerd werd door de Zuidoost-Duitse voetbalbond. De competitie werd in twee reeksen verdeeld en de groepswinnaars bekampten elkaar voor de titel.
Schutzpolizei Liegnitz werd kampioen en plaatste zich voor de Zuidoost-Duitse eindronde. De club werd laatste in de groepsfase. Na dit seizoen werd een nieuwe competitie ingericht, de Bezirksliga Bergland, waardoor een aantal clubs naar die competitie overgeheveld werden. 

## Bezirksliga

### Afdeling A
| Plaats | Club                               | Wed. | W | G | V | Saldo | Ptn   |
| ------ | ---------------------------------- | ---- | - | - | - | ----- | ----- |
| 1.     | SpVgg 1896 Liegnitz                | 11   | 8 | 0 | 3 | 23:7  | 16:6  |
| 2.     | VfB Liegnitz                       | 12   | 6 | 2 | 4 | 21:21 | 14:10 |
| 3.     | FV 1920 Züllichau                  | 9    | 6 | 1 | 4 | 12:9  | 13:5  |
| 4.     | Vereinigte Grünberger Sportfreunde | 8    | 4 | 2 | 2 | 13:13 | 10:6  |
| 5.     | Vgt. Sportfreunde Preußen Wohlau   | 8    | 3 | 0 | 5 | 5:17  | 6:10  |
| 6.     | FC Blitz 03 Liegnitz               | 12   | 1 | 2 | 9 | 5:4   | 4:20  |
| 7.     | DSC Neusalz                        | 6    | 1 | 1 | 4 | 5:13  | 3:9   |

|  | Geplaatst voor finale |

### Afdeling B
| Plaats | Club                            | Wed. | W | G | V | Saldo | Ptn   |
| ------ | ------------------------------- | ---- | - | - | - | ----- | ----- |
| 1.     | SVgg Schutzpolizei Liegnitz     | 12   | 8 | 3 | 1 | 27:11 | 19:5  |
| 2.     | SpVgg 1908 Reichenbach          | 12   | 8 | 1 | 3 | 37:11 | 17:7  |
| 3.     | SV Preußen Waldenburg-Altwasser | 11   | 5 | 1 | 5 | 15:15 | 11:11 |
| 4.     | Waldenburger SV 09              | 12   | 4 | 3 | 5 | 11:24 | 11:13 |
| 5.     | Schweidnitzer FV 1911           | 11   | 5 | 0 | 6 | 13:31 | 10:12 |
| 6.     | SV Silesia Freiburg             | 12   | 2 | 4 | 6 | 11:27 | 8:16  |
| 7.     | SC Jauer                        | 12   | 2 | 2 | 8 | 12:7  | 6:18  |

|  | Geplaatst voor finale                                           |
|  | Speelt vanaf volgend seizoen in de Bezirksliga Bergland 1925/26 |

## Finale
|                 |                   |       |                             |           |
| 1 februari 1925 | FV 1920 Züllichau | 0 – 1 | SVgg Schutzpolizei Liegnitz | Züllichau |
| 1 februari 1925 |                   |       |                             | Züllichau |

|                  |                             |       |                   |          |
| 15 februari 1925 | SVgg Schutzpolizei Liegnitz | 2 – 0 | FV 1920 Züllichau | Liegnitz |
| 15 februari 1925 |                             |       |                   | Liegnitz |